# Huslanka
Huslanka (biał. Гуслянка; ros. Гуслянка; pol. hist. Huślanka) – wieś na Białorusi, w obwodzie mohylewskim, w rejonie mohylewskim, w sielsowiecie Wiendaraż.
W XIX w. majątek ziemski, od 1838 będący własnością Simanowskich. Położony był wówczas w Rosji, w guberni mohylewskiej, w powiecie mohylewskim. Następnie w granicach Związku Sowieckiego. Od 1991 w niepodległej Białorusi.